# 六甲有馬ロープウェー

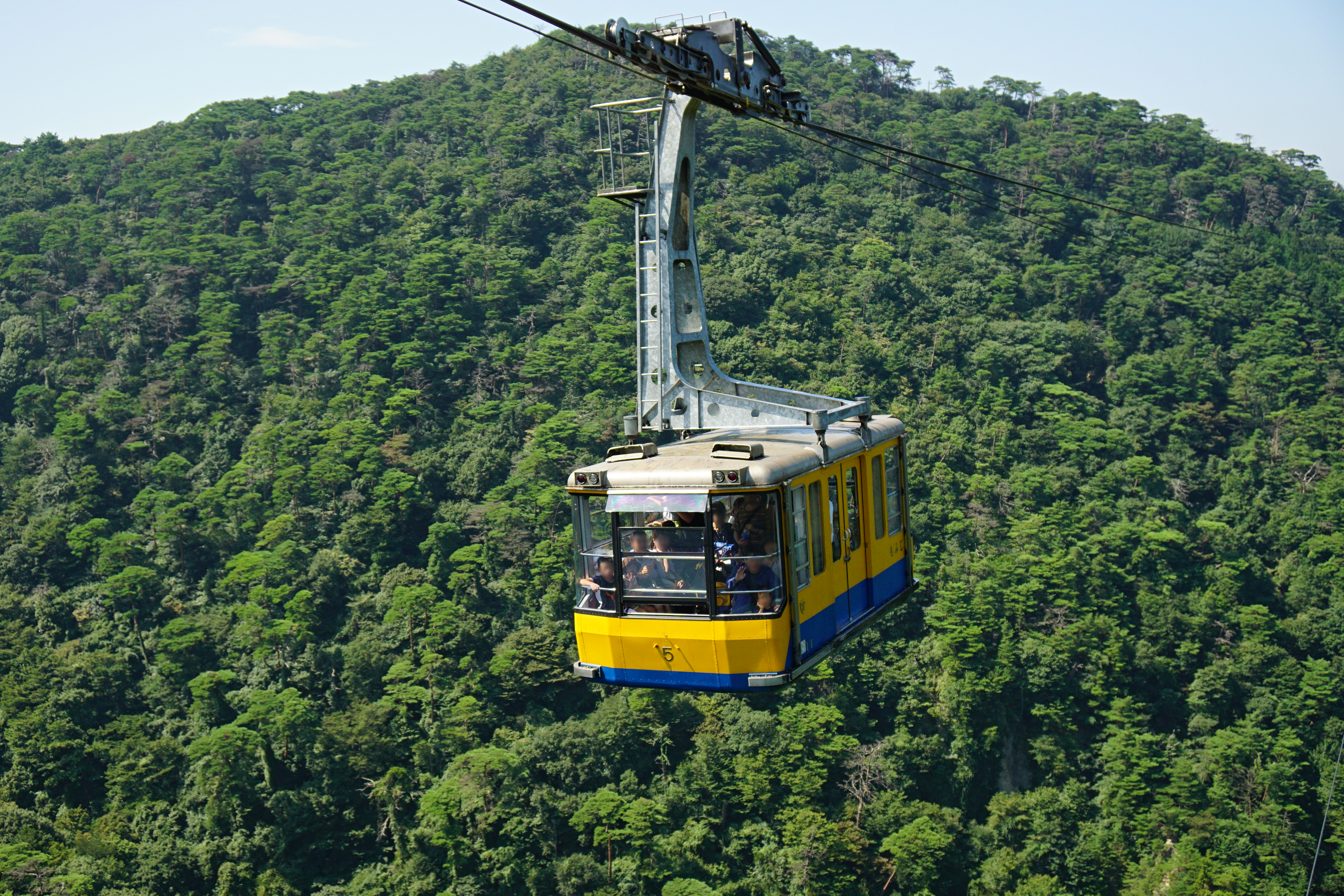
もみじ号、湯槽谷上空

六甲有馬ロープウェー（ろっこうありまロープウェー） は、兵庫県神戸市の六甲山と有馬温泉を結ぶ索道（ロープウェイ）である。2023年4月からこうべ未来都市機構が運営している。かつては表六甲と六甲山上を結ぶ「表六甲線」が運行されていたが（現在の「六甲有馬ロープウェイ」は「裏六甲線」と呼ばれた）2004年に休止となり、2024年に正式に廃止された。

## 路線データ
ここでは、現在の区間について記載する。
- 全長（傾斜長）：2764メートル[1][6]
- 高低差：441メートル[1]
- 最大勾配：28度17分[1]
- 走行方式：3線交走式（この方式では徳島県の太龍寺ロープウェイに続き日本で2番目の長さとなっている）[1]
- 最高運転速度：5メートル毎秒[1]
- 所要時間：12分[1]
- 支柱数：7基[1]
- 省エネシステム：回生ブレーキおよび大型蓄電装置[7]

### ゴンドラ
ここでは、かつての裏六甲線で使用されたゴンドラについても記載する。
2代目
- メーカー：武庫川車両工業（1993年製）[1]
- 定員：61人[1]

3代目（現行車両）
- メーカー：CWA（2020年製、日本初導入のゴンドラとなる）[2][3][8]
- 定員：42人[2][8]

## 歴史
《主な出典：》

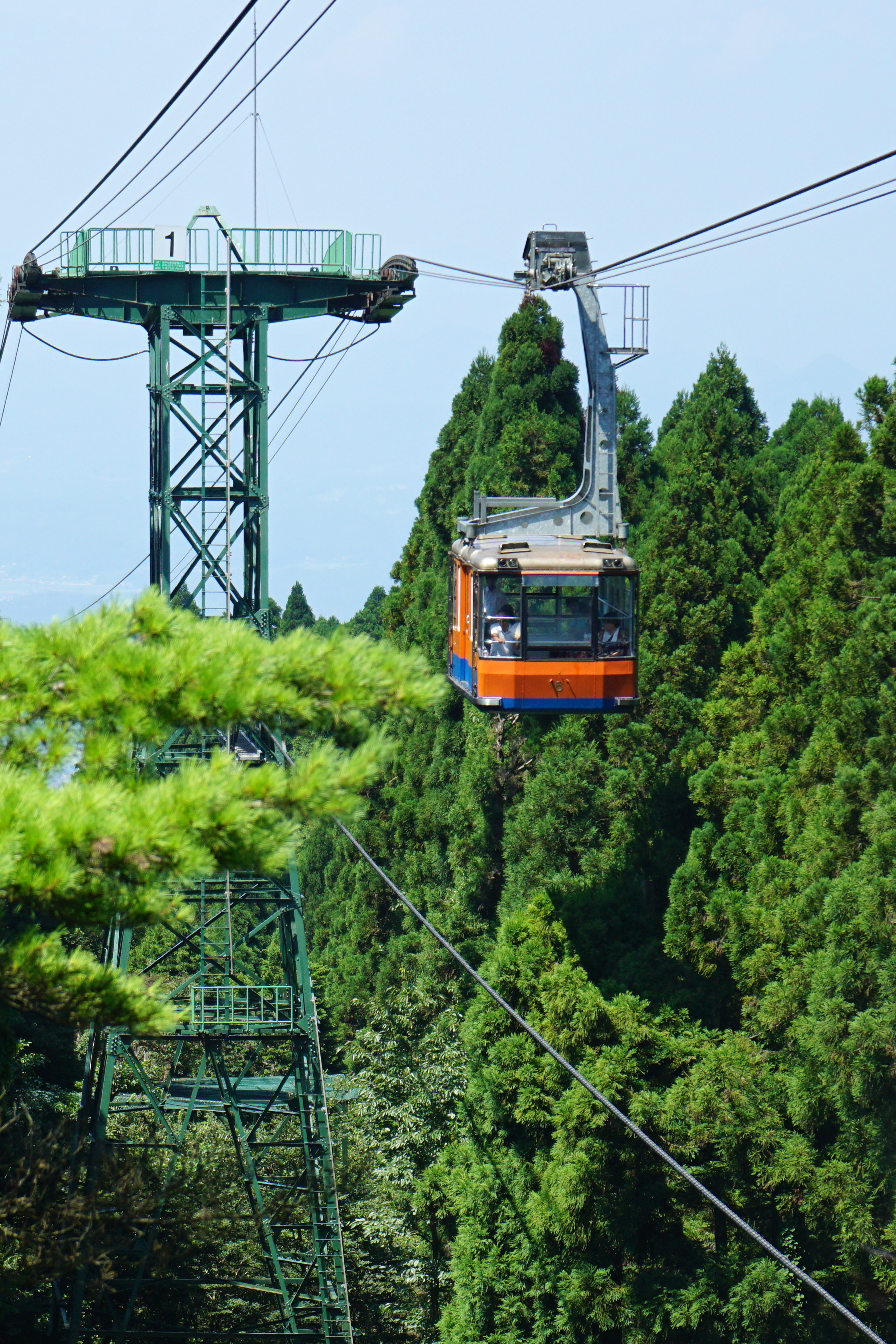
こぶし号、六甲山頂駅より

- 1969年（昭和44年） - 神戸市、京阪神急行電鉄（現 阪急電鉄）、阪神電気鉄道、神戸電気鉄道（現 神戸電鉄）などの出資により六甲有馬ロープウェー株式会社設立[10]。
- 1970年（昭和45年）
  - 7月27日 - 裏六甲線（有馬線、カンツリー駅〈現・六甲山頂駅〉 - 有馬駅間）が開業[1][6][9]。
  - 8月27日 - 表六甲線（山上駅〈現・六甲山上駅〉 - カンツリー駅間）が開業[6][9]。
- 1972年（昭和47年）4月 - 神戸市都市整備公社が事業を承継。
- 1973年（昭和48年） - 山上駅を表六甲駅に、カンツリー駅を六甲山頂カンツリー駅に改称[9]。
- 1995年（平成7年）
  - 1月17日 - 阪神・淡路大震災により全線が不通となる。
  - 4月10日 - 裏六甲線（有馬線）を運行再開[11]。
  - 10月7日 - 表六甲線を運行再開[11]。
- 2004年（平成16年）12月19日 - この日を最後に表六甲線の運行を休止[12][1][4]。六甲山頂カンツリー駅を六甲山頂駅に改称[9][12]。
- 2013年（平成25年）1月1日 - 神戸市都市整備公社が神戸すまいまちづくり公社に社名変更。
- 2014年（平成26年）3月1日 - 回生電力を活用した日本初の省エネシステムを導入し営業再開[1][7]。
- 2020年（令和2年）
  - 1月13日 - 2代目のゴンドラ（後述）運行の最終日[2][8]。翌日以降、ロープウェイと駅舎の改修のため運休[2][8]。
  - 3月20日 - 運行再開[2][3]。
- 2022年（令和4年）5月1日 - 神戸すまいまちづくり公社から神戸住環境整備公社に改称[13]。
- 2023年（令和5年）4月1日  -  摩耶ロープウェー・摩耶ケーブルとともにこうべ未来都市機構に移管[14]
- 2024年（令和6年）9月  - 表六甲線の索道事業廃止届を近畿運輸局に提出[5]
- 2024年（令和6年）12月 - 2026年度末にかけて表六甲線を撤去[5]

## 駅一覧

### 有馬線（旧裏六甲線）
| 駅名       | 接続路線         | 所在地 | 所在地     | 位置                                   | 位置 |
| ---------- | ---------------- | ------ | ---------- | -------------------------------------- | ---- |
| 六甲山頂駅 | 表六甲線（廃止） | 兵庫県 | 神戸市灘区 | 北緯34度45分58.8秒 東経135度14分49.4秒 |      |
| 有馬温泉駅 |                  | 兵庫県 | 神戸市北区 | 北緯34度47分27.4秒 東経135度14分44.4秒 |      |

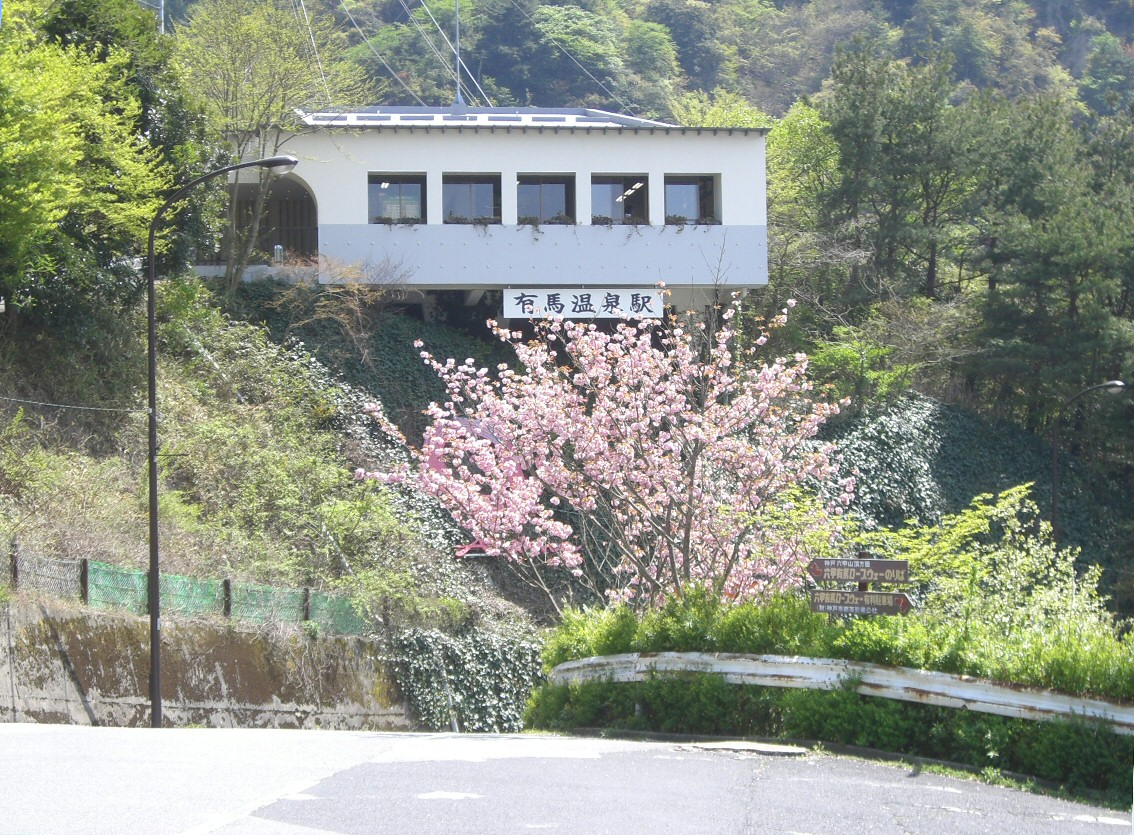
八重桜の咲く有馬温泉駅、左上にロープが見える

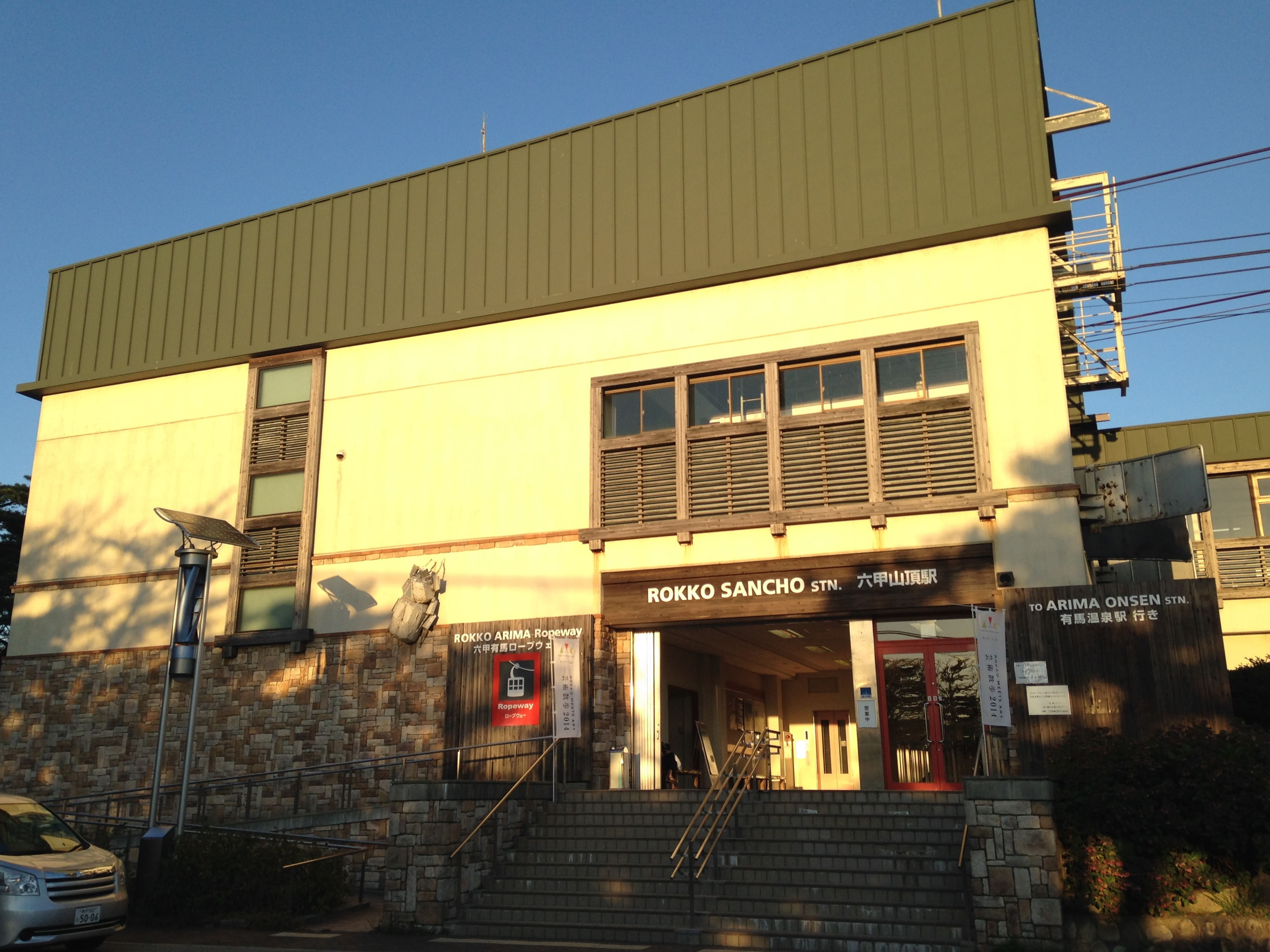
六甲山頂駅

六甲有馬ロープウェーの有馬温泉駅と神戸電鉄有馬線の有馬温泉駅間は隣接していない（徒歩約15分）。なお、国土交通省への届出名称は、旧駅名の「六甲山頂カントリー駅」「有馬駅」となっている。

### 表六甲線（廃止）
| 駅名                                    | 接続路線                                 | 所在地           |
| --------------------------------------- | ---------------------------------------- | ---------------- |
| 表六甲駅                                | 神戸六甲鉄道：六甲ケーブル（六甲山上駅） | 兵庫県神戸市灘区 |
| 天狗岩駅                                |                                          | 兵庫県神戸市灘区 |
| 六甲山頂カンツリー駅 （現・六甲山頂駅） | 裏六甲線                                 | 兵庫県神戸市灘区 |

マイカー利用者の増加でピーク時に比べて乗客数が半減したことや、老朽設備の更新に数億円の費用を要することなどの理由から、2004年（平成16年）12月19日をもって休止された。併せて、同日より六甲山上循環バス（現・六甲山上バス）の路線が六甲山頂駅まで延伸された。20年近く休止状態が継続したのは、路線が瀬戸内海国立公園の区域内にあるため、廃止すると自然公園法に基づき支柱の完全撤去などといった原状回復が必要になり、作業時の土砂崩れの危険性があることや莫大な費用がかかるためとされた。施設の老朽化が進んでいることから、2024年9月に索道の廃止届が提出されて正式に廃止、その後同年12月以降に施設の撤去工事が実施される予定と公表された。
表六甲線は天狗岩駅で曲がるため表六甲駅 - 天狗岩駅と天狗岩駅から六甲山頂カンツリー駅間（現・六甲山頂駅）に路線がわかれており一つの路線に搬器が2台ずつ計4台ある。しかし曳索はつながっているため両路線とも一緒に動く珍しい仕組みになっていた。